# Nyctia
Nyctia (лат.) — род серых мясных мух из подсемейства Paramacronychiinae (Sarcophagidae).

## Распространение
Западная Палеарктика: Европа и Северная Африка.

## Описание
Грудь и брюшко с редким или почти отсутствующим микротоментумом, блестяще-чёрные; крылья обычно с отчётливой инфузией по переднему краю и вдоль жилок, крыловая ячейка r4+5 обычно закрыта или стебельчатая.
- N. gilbochaeta Lehrer, 2005[3]
- N. halterata (Panzer, 1798)[4]
- N. lagnesia Lehrer, 2005[3]
- N. lunubris (Macquart, 1843)[5]